# Telogalla physciicola
Telogalla physciicola är en svampart som tillhör divisionen sporsäcksvampar, och som beskrevs av Per Gerhard Ihlen och Rolf Santesson. Telogalla physciicola ingår i släktet Telogalla, och familjen Verrucariaceae. Arten är reproducerande i Sverige.